# Mineral del Monte
Mineral del Monte là một đô thị thuộc bang Hidalgo, México. Năm 2005, dân số của đô thị này là 11944 người.